# بخش تیرونلولی
بخش تیرونلولی (به انگلیسی: Tirunelveli district) یک بخش در هند است که در تامیل نادو واقع شده‌است. بخش تیرونلولی ۶٬۸۲۳ کیلومتر مربع مساحت و ۳٬۰۷۷٬۲۳۳ نفر جمعیت دارد.